# Либертарианские взгляды на политические союзы
Либертарианские взгляды на политические союзы сильно различаются, и среди либертарианцев ведутся споры о том, какие союзы являются приемлемыми или полезными для движения.

## Обзор
Многие правые либертарианцы являются политическими союзниками неолибералов по таким социальным проблемам, как общественная роль религии (которую они стремятся свести к минимуму, по крайней мере, в правительстве) и нетрадиционный образ жизни (который они обычно защищают).
Другие, включая последователей Мюррея Ротбарда, таких как Лью Рокуэлл, называют себя палеолибертарианцами и считают традиционно религиозных и протекционистских палеоконсерваторов своими естественными союзниками, несмотря на резкие разногласия по вопросам торговли. Палеолибертарианцы обвиняют других либертарианцев (которых они называют «нео» и «левыми») в сдаче либертарианских ценностей политическим левым, чтобы закрепиться в Вашингтоне, и в подрыве морали путем противостояния или отрицания религии. Чарли Риз из LewRockwell.com сказал, что «общество без основополагающей частной морали вырождается в коррумпированные джунгли. […] Я бы предпочел жить в квартале исламских фундаменталистов, чем в квартале атеистов и агностиков. […] Если мы станем безнравственным народом, мы в конечном итоге потеряем и наше процветание, и нашу свободу».
Аргументы Фридриха Хайека в книге «Почему я не консерватор» предвосхитили палеолибертарианское движение. Он утверждал, что хотя либертарианцы (которых он называл «либералами») могут заключить союз с консерваторами в краткосрочной перспективе, любое слияние этих двух движений подорвет их способность защищать свободу. В своем эссе Хайек утверждает, что союзы с консерваторами в лучшем случае являются необходимым злом в борьбе против государственного социализма, отмечая при этом глубокую несовместимость, поскольку «восхищение консерваторов свободным ростом обычно относится только к прошлому. Как правило, им не хватает смелости приветствовать те самые незапланированные изменения, из которых появятся новые инструменты человеческих усилий». Тем не менее, «Дорога к рабству» Хайека используется консерваторами для поддержки своих экономических аргументов.
Другой аспект споров о политических союзах либертарианцев касается объективистов. Правые либертарианцы часто находятся под влиянием трудов Айн Рэнд и имеют схожую с объективистами повестку дня, но фракции этих двух групп часто конфликтуют (см. Объективизм и либертарианство).